# Збірна Малайзії з хокею із шайбою
Збірна Малайзії з хокею із шайбою — національна чоловіча збірна команда Малайзії, яка представляє країну на міжнародних змаганнях з хокею. Функціонування команди забезпечується Федерація хокею Малайзії, яка є членом ІІХФ.

## Виступи на міжнародних турнірах

### Чемпіонат світу
- 2020 — скасовано через пандемію COVID-19[1]
- 2021 — скасовано через пандемію COVID-19[2]
- 2022 — 4 місце Дивізіон IV
- 2023 — 6 місце Дивізіон III Група B
- 2024 — 4 місце Дивізіон IV
- 2025 — 6 місце Дивізіон IV

### Кубок виклику Азії
- 2008 — Гонконг, Китай. 2 місце.
- 2009 — Абу-Дабі, ОАЕ. 3 місце.
- 2010 — Тайбей, Тайвань. 4 місце.
- 2012 — Деградун, Індія. 3 місце.
- 2013 — Бангкок, Таїланд. 5 місце.
- 2015 — Ель-Кувейт, Кувейт. 5 місце (Дивізіон І).
- 2016 — Бішкек, Киргизстан. 2 місце (Дивізіон І).
- 2017 — Бангкок, Таїланд. 5 місце.
- 2018 — Куала-Лумпур, Малайзія. 1 місце (Дивізіон І).
- 2019 — Куала-Лумпур, Малайзія. 4 місце.